# Tougener
Die Tougener  oder auch Toygener (lateinisch Toygenes/Tougeni, altgriechisch Τωϋγενοί Tōygenoí) waren einer der vier Gaue (pagi) der keltischen Helvetier.

## Geschichte

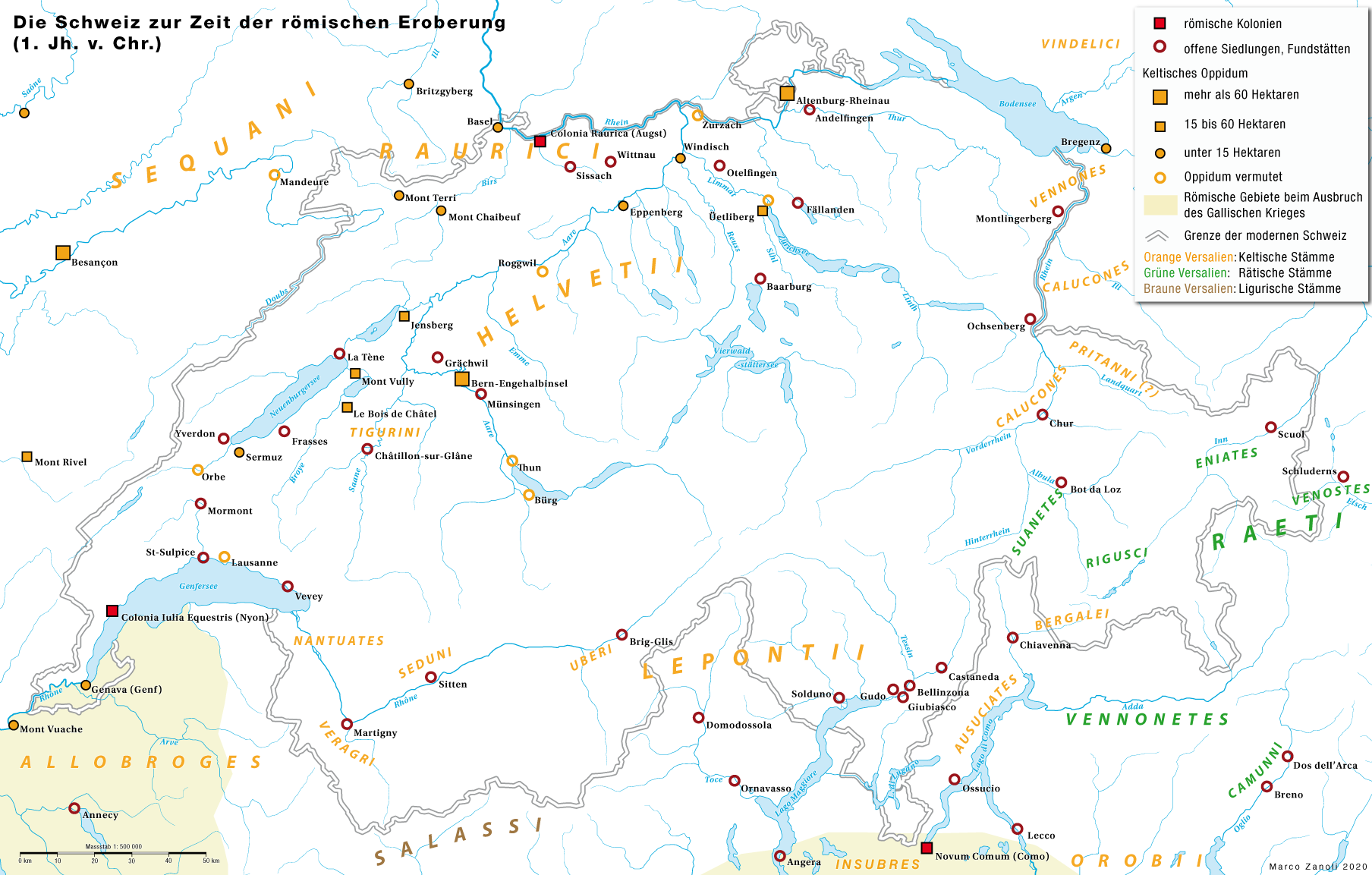
Keltische und Rätische Besiedlung der heutigen Schweiz im 1. Jahrhundert v. Chr.

Das Siedlungsgebiet der Tougener lässt sich nicht klar bestimmen. Die wenigen Fakten zu den Tougenern sind eher als vage zu bezeichnen: Poseidonios erwähnt vier helvetische Teilstämme, namentlich die Tougener und die Toutonen; der griechische Geograph Strabon drei pagi.
Tougenes könnte der gallischen Sprache entstammen und «Streitaxtleute» bedeuten respektive aus dem Irischen túag für «Beil».
Die helvetischen Stämme der Tougener und der Tiguriner treten mit dem Zug der Kimbern 107 v. Chr. historisch in Erscheinung. Die erste Nennung der Helvetier bei Poseidonios, die über die Geographie Strabons überliefert ist, steht in diesem Kontext. Um 115 v. Chr. zogen die germanischen Völker der Kimbern und Ambronen aus Norddeutschland und Dänemark nach Süden. Nach ihrem Sieg über die Römer bei Noreia kamen sie um 111 v. Chr. in das heutige Süddeutschland, wo sich ihnen keltische Stämme anschlossen, so die helvetischen Teilstämme der Tiguriner und Tougener. 
Inwiefern es sich bei den Tougenern respektive Toutonen und den Teutonen, die traditionell mit den Kimbern genannt werden, um das gleiche Volk handelt, ist umstritten. Eine mögliche Erklärung des ungedeuteten Namens wäre die Verschreibung von Τουτονοί zu Τουγενοί in einem frühen Stadium der Strabonüberlieferung, in der die Tougener allerdings in der Form Τωυγενοί erscheinen. Die verbündeten keltischen und germanischen Stämme fielen gemeinsam nach Gallien ein, unternahmen dort allerdings getrennte Züge, wobei sich hier die Spur der Tougener verliert respektive in die Geschichte der Kimbern und Teutonen übergeht.